# 清玄桜姫物
清玄桜姫物（せいげんさくらひめもの）とは、歌舞伎の芝居における世界のひとつ。京都清水寺の僧清玄が高貴の姫君桜姫に恋慕して最後には殺されるが、その死霊がなおも桜姫の前に現れるという内容。

## 解説
この芝居の実説については明らかではない。しかし古くは寛文13年（1673年）に古浄瑠璃の正本『一心二河白道』（）が出版されており、のちに歌舞伎でも元禄11年（1698年）、歌舞伎作者時代の近松門左衛門が同名の外題で脚本を書き京都で上演されている。江戸での清玄桜姫物の古い例としては享保11年（1726年）3月の中村座で上演された『婚礼音羽滝』（こんれいおとわのたき）がある。

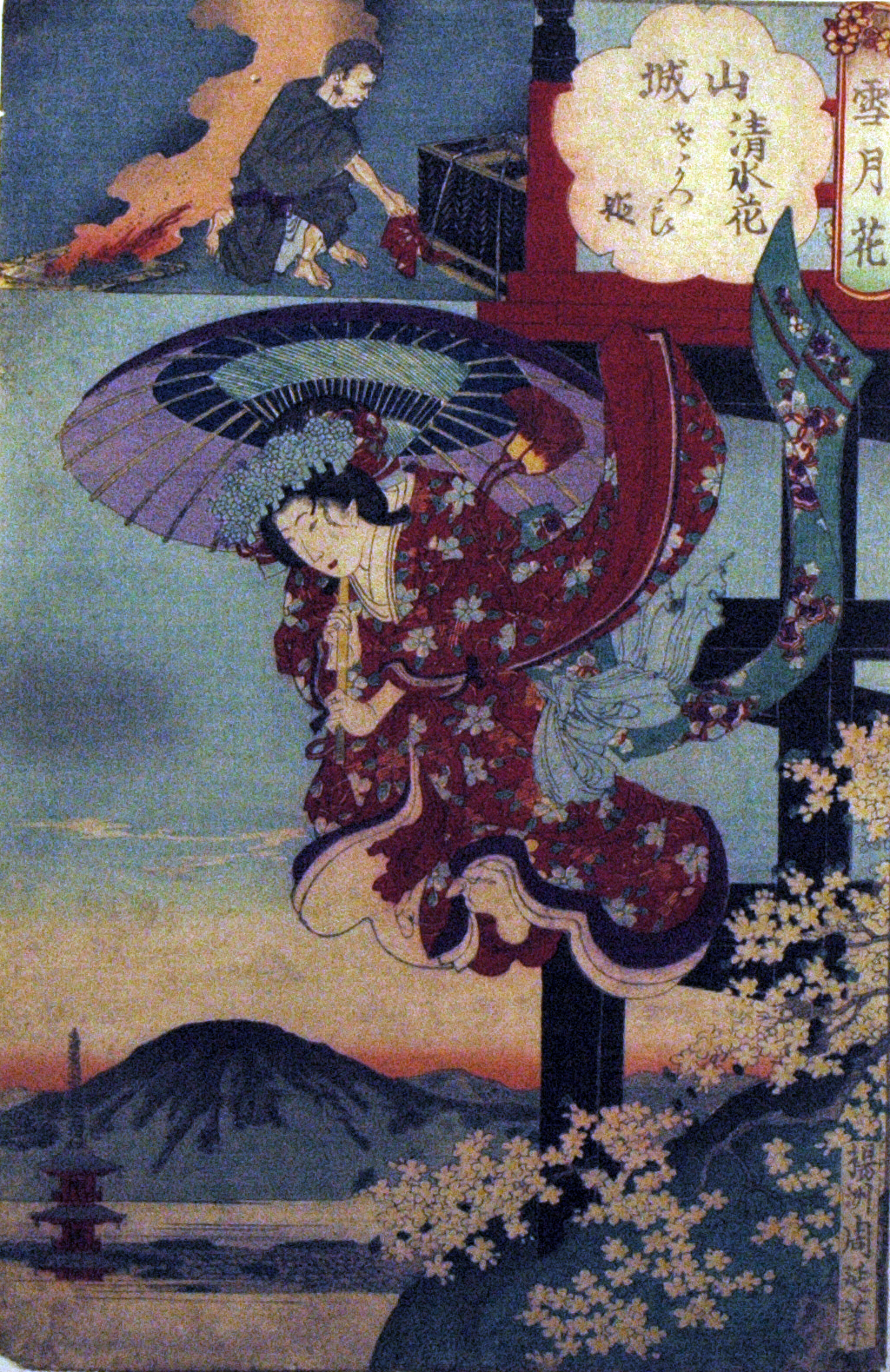
「雪月花　山城・清水花　さくら姫」　清水の舞台から傘を持って飛び降りる桜姫、左上のコマ絵には零落した清玄を描く。楊洲周延画。

その概略としてはおおよそ次のようである。まず清玄が清水寺において桜姫を見染め言い寄るが、それによって寺を追放され、桜姫には逃げられる（清水寺の場）。そののち清玄はさびれた庵室に住む。そこへ桜姫が偶然来合わせ、清玄は桜姫を見てなおも恋慕の情を訴えるが、桜姫の家に仕える者（たいていは奴）に殺される。しかし清玄は死してなお桜姫に執着し幽霊となって現れる（庵室の場）。

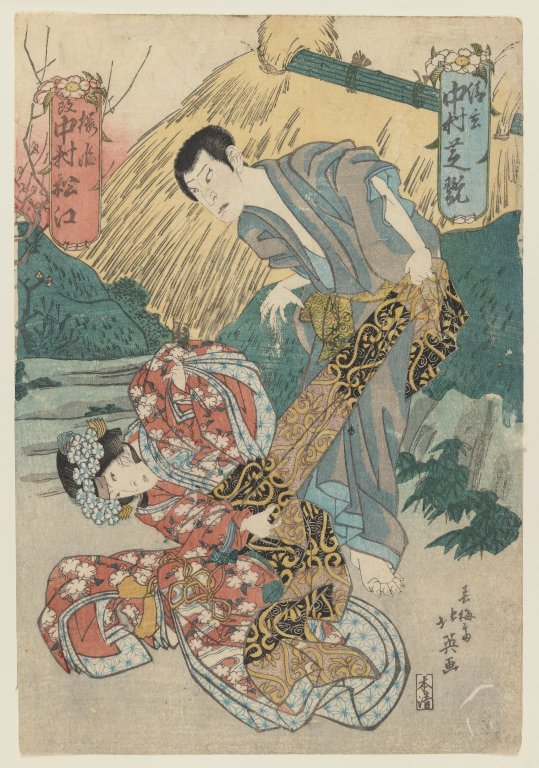
『けいせい入相桜』　清玄桜姫物のひとつ。二代目中村芝翫の清玄、四代目中村松江の桜姫。庵室の清玄が桜姫に迫る場面を描く。天保6年（1835年）1月、大坂角の芝居。春梅斎北英画。

なお作品によっては清水寺の場に、清水清玄（）という若侍が出てくる。この清玄（）は桜姫とは相愛の仲であるが、事情があってこれを世間に知られたくない。それを悪人たちに暴かれそうになるが、桜姫の侍女などがとっさの機転で、桜姫に恋慕しているのは清玄（）ではなく僧侶の清玄（）であるとして、その場を切り抜ける。僧の清玄も最初は人助けになるのならとあえて濡れ衣を着るが、そのうち本気で桜姫を恋しく思うようになり、破戒して桜姫を追い回す…という筋があった。
しかしこれだけでは当時一日かけて行う芝居の内容にはならないので、たいていの場合、この清玄桜姫に他の芝居の筋を混ぜた。そうすることによって一種のお家騒動物に仕立てたのである。特にその中では隅田川物の芝居がよく使われた。現在でも上演される『桜姫東文章』や『隅田川花御所染』などがそうである。また河竹黙阿弥作の『黒手組助六』も、もとは『江戸桜清水清玄』（）という清玄桜姫物の一部だった。他には所作事においても三代目坂東彦三郎、三代目中村歌右衛門は清玄桜姫の芝居の最後に『娘道成寺』を加えたが、それは殺された清玄の亡魂が白拍子となって鐘供養の場に現れるという筋書きであった。さらに他には大切の所作事で清水清玄（しみずきよはる）と桜姫が葱売（）の姿となって落ち延びようとするところへ、僧の清玄（）の亡魂が桜姫と同じ姿で現れるという、『隅田川続俤』の大切そのままの趣向で演じる例もあった。

## 上演されなくなった「清玄桜姫」
清玄桜姫の芝居は、江戸ではたいてい弥生狂言、すなわち旧暦で桜の咲くころの芝居として毎年のように取り上げられ、人気演目のひとつであった。しかし時代が明治になり、大正昭和と移り変わると、清玄桜姫物はほとんど上演されなくなった。
大正から昭和戦前までの上演例を見てみると、大正8年（1919年）4月の明治座で黙阿弥作の『浮世清玄廓夜桜』を上演。これは桜姫が小桜という傾城で、清玄がその小桜のもとに通うという書き替え物。清玄は七代目市川中車であった。また初代中村吉右衛門は大正11年（1922年）4月に新富座で、『花吹雪岩倉宗玄』を上演。これは明治24年（1891年）に五代目菊五郎が同じ新富座で演じて以来の復活上演だったという。そして昭和2年（1927年）には本郷座で、『桜姫東文章』が『清水精舎東文章』（）の外題で復活上演されている。この時は川尻清潭の脚色で清玄は初代吉右衛門、桜姫は三代目中村時蔵であった。『桜姫東文章』はこれ以後二代目市川猿之助（のちの市川猿翁）も昭和5年（1930年）に取り上げている。ほかには大正12年（1923年）3月に神田劇場での『清水清玄』（ただし配役や内容については不詳）、昭和12年（1937年）4月の新宿第一劇場では十四代目守田勘彌の清玄で『花吹雪清水清玄』（）が上演されている。しかし戦後、これらの作品の殆んどは歌舞伎の主要なレパートリーとはなりえず、『桜姫東文章』ばかりが上演されているような状態にある。これについては、以下の理由が考えられる。
- 清玄桜姫の芝居はその都度内容を書き替えて上演されたが、明治以降鏡山物が『鏡山旧錦絵』として伝わったように拠り所となる台本や演出が作られなかったこと。
- 清玄桜姫の芝居を家の芸として受け継ぎ演じるという役者がいなくなっていたこと[2]。
- 庵室の場で、やつれ果て髪の伸びた頭に汚れた着物という薄汚いなりの清玄が、桜姫をつかまえて陰々滅々とかき口説く…という内容が、観客や演じる役者の好みに合わなくなったこと[3]。

およそ以上のことが考えられるが、その中にあって『桜姫東文章』が、「女清玄」の『隅田川花御所染』を措いては唯一と言ってよいほどの上演頻度を見るのは、ひとつには高位のお姫様が下級の女郎に転落するという、現代においても刺激的な趣向と、いまひとつ四代目鶴屋南北作であるということが人々の興味を集めているからだといってよい（詳しくは『桜姫東文章』の項目参照）。要するに清玄桜姫物だから取り上げているわけではないということである。そのほかの清玄桜姫物については、二代目中村吉右衛門が四国のこんぴら歌舞伎と大阪中座で上演したことがあったほかは廃滅にひとしい状態となっている。

## 主な作品
清玄桜姫の芝居は上で述べたように、古くは様々な内容のものが上演されたが、以下は現在までに台本が活字本として刊行されていて、比較的目にしやすいと思われるものを年代順に掲げる。
- 『一心二河白道』（いっしんにがびゃくどう） - 元禄11年（1698年）、京都の都万太夫座にて初演。近松門左衛門作。初代大和屋甚兵衛の清玄。『近松全集』第15巻（1989年、近松全集刊行会）に影印と翻刻の二冊に分けて収録。
- 『音羽山恋慕飛泉』（おとわやまれんぼのたき） - 宝暦13年（1763年）2月、京都北側芝居で初演。中山吾八ほか作。初代坂東満蔵の清玄。『歌舞伎台帳集成』第16巻（1988年、勉誠出版）収録。
- 『清水清玄行力桜』（きよみずせいげんぎょうりきざくら） - 明和8年（1771年）3月、大坂中の芝居で初演。並木十輔ほか作。初代中村歌右衛門の清玄。『歌舞伎台帳集成』第26巻（1991年、勉誠出版）収録。
- 『遇曽我中村』（さいかいそがなかむら） - 寛政5年（1793年）3月、江戸中村座で曽我物の二番目として上演[4]。三代目澤村宗十郎の清玄。『日本戯曲全集第十四巻・曽我狂言集』（1929年、春陽堂）収録。
- 『隅田川花御所染』（すみだがわはなのごしょぞめ） - 文化11年（1814年）3月、江戸市村座初演。四代目鶴屋南北作。五代目岩井半四郎の清玄尼。『鶴屋南北全集』第5巻（1971年、三一書房）に収録[5]。
- 『桜姫東文章』（さくらひめあずまぶんしょう） - 文化14年（1817年）3月、江戸河原崎座初演。四代目鶴屋南北作。七代目市川團十郎の清玄。『鶴屋南北全集』第6巻（1971年、三一書房）収録。またほかには『歌舞伎オン・ステージ 5』（1990年、白水社）にも注釈つきで収録されている。
- 『浮世清玄廓夜桜』（うきよせいげんさとのよざくら） - 明治17年（1884年）4月、東京市村座初演。河竹黙阿弥作。五代目尾上菊五郎の清玄。『黙阿彌全集』第16巻（1925年、春陽堂）収録。

ほかには清玄桜姫物そのままではないが、『菊池大友姻袖鏡』（きくちおおともこんれいそでかがみ）がある。人形浄瑠璃の作品で明和2年（1765年）9月、大坂竹本座初演。近松半二の作。これは清玄が宗玄、桜姫が折琴姫という名前になっているが、内容は清玄桜姫とだいたい同じものである。のちに歌舞伎にも丸本物として取り入れられ、さらに『花吹雪岩倉宗玄』（）の外題で庵室の場が五代目菊五郎や初代中村吉右衛門によって上演されている。『叢書江戸文庫 近松半二浄瑠璃集 二』（1996年、国書刊行会）に『姻袖鏡』として収録。ほかに歌舞伎の台本としては『日本戯曲全集第二十八巻・義太夫狂言時代物集』（1928年、春陽堂）に収録されている。